# Ocean Spray
Ocean Spray è un consorzio cooperativo agricolo statunitense che si occupa della conservazione e commercializzazione di frutta, principalmente di pompelmi e mirtilli con sede a Lakeville/Middleborough, Massachusetts. Al 2021 conta tra i suoi soci oltre 700 coltivatori (nel Massachusetts, Wisconsin, New Jersey, Oregon, Washington, Florida, in alcune parti del Canada, così come in Cile).